# 29456 Євакрхова
29456 Євакрхова (29456 Evakrchová) — астероїд головного поясу, відкритий 24 вересня 1997 року.
Тіссеранів параметр щодо Юпітера — 3,518.